# Aeroportul Internațional Mundo Maya
Aeroportul Internațional Mundo Maya (IATA: FRS, ICAO: MGMM) este un aeroport din Petén Department⁠(d), Guatemala ce deservește zona Departamento de Petén⁠(d). Aeroportul a fost tranzitat în 2022 de 146.764 de pasageri. A fost numit după Flores⁠(d).
Situat la o altitudine de 123 m, aeroportul dispune de 1 pistă.

## Infrastructură

### Piste
Aeroportul dispune de o singură pistă. Pista 10/28 are suprafața de Ciment și dimensiunile 3.000 m × 45 m. 